# Altengrabower Heide
Die Altengrabower Heide ist eine Landschaft im Westen des Flämings. Sie liegt in der Stadt Möckern im Jerichower Land in Sachsen-Anhalt und den Gemeinden Buckautal, Görzke und Wiesenburg/Mark im Landkreis Potsdam-Mittelmark in Brandenburg. Die Altengrabower Heide wird größtenteils als Truppenübungsplatz genutzt, der eine Fläche von 9950 Hektar umfasst. Teile des Gebietes sind als FFH- bzw. EU-Vogelschutzgebiet Bestandteil des EU-Schutzgebietsnetzes Natura 2000.

## Schutzgebiete

### Allgemeines
Die Altengrabower Heide als Natura-2000-Gebiet setzt sich aus dem circa 3741 Hektar großen EU-Vogelschutzgebiet „Vogelschutzgebiet Altengrabower Heide“ auf dem Gebiet Sachsen-Anhalts und dem circa 2573 Hektar großen EU-Vogelschutzgebiet „Altengrabower Heide“ auf dem Gebiet Brandenburgs zusammen. Beide Gebiete grenzen direkt aneinander und bilden ein zusammenhängendes Vogelschutzgebiet. Auf dem Gebiet Sachsen-Anhalts sind zusätzlich circa 2847 Hektar als FFH-Gebiet „Altengrabower Heide“ ausgewiesen. Das FFH-Gebiet überlagert sich vollständig mit dem EU-Vogelschutzgebiet auf dem Gebiet Sachsen-Anhalts. EU-Vogelschutz- und FFH-Gebiet in Sachsen-Anhalt sind durch die Landesverordnung zur Unterschutzstellung der Natura 2000-Gebiete im Land Sachsen-Anhalt (N2000-LVO LSA) seit dem 21. Dezember 2018 rechtlich gesichert. Das EU-Vogelschutzgebiet in Brandenburg liegt innerhalb des Naturparks Hoher Fläming. Das EU-Vogelschutzgebiet „Vogelschutzgebiet Altengrabower Heide“ und das FFH-Gebiet „Altengrabower Heide“ grenzen im Nordwesten an das FFH-Gebiet „Ringelsdorfer-, Gloine- und Dreibachsystem im Vorfläming“, das EU-Vogelschutzgebiet „Altengrabower Heide“ grenzt nach Osten an das Landschaftsschutzgebiet „Hoher Fläming - Belziger Landschaftswiesen“. Zuständige untere Naturschutzbehörden sind die Landkreise Jerichower Land in Sachsen-Anhalt und Potsdam-Mittelmark in Brandenburg.

### Beschreibung
Die Altengrabower Heide hat sich infolge der Nutzung – seit Anfang der 1890er-Jahre als Truppenübungsplatz – auf einer welligen Grundmoränenlandschaft aus der Saale-Kaltzeit entwickelt. Sie umfasst großflächige offene und halboffene Bereiche mit Zwergstrauch- und Ginsterheiden sowie Sandtrockenrasen, ausgedehnte Sukzessionswälder und  Eichen- und Kiefernwälder auf trockenen Standorten. Die naturnah ausgebildeten Laubmischwälder sind totholz- und strukturreich. Besondere Bedeutung haben Eichenbestände mit teilweise weiter über 100 Jahre alten Eichen. Die Sukzessionswälder werden überwiegend von Kiefern und Birken gebildet. In Bachtälern und Senken sind auch feuchte, zum Teil vermoorte Standorte zu finden. Dies betrifft insbesondere den Bereich der Gloine, die in der Altengrabower Heide entspringt und das Gebiet im Nordwesten durchfließt. In ihrer Niederung sind Sumpf- und Schilfbestände ausgebildet. Auf den feuchten Standorten stocken auch bruchwaldtypische Gehölzarten wie Schwarzerlen, Weiden und Espen. Kleinflächig ist in der Niederung der Gloine auch ein Durchströmungsmoor ausgebildet.
Die Heideflächen werden von Besenheide gebildet, in die Bestände von Besenginster sowie Einzelgehölze eingebettet sind. Vielfach sind die Offenlandflächen auch vergrast. Als Pflegemaßnahmen zur Verjüngung der Heideflächen und der Unterbrechung der Bewaldung durch natürliche Sukzession werden Teilflächen kontrolliert abgebrannt.
Das Gebiet ist Lebensraum für zahlreiche Brutvogelarten, unter anderem für Ziegenmelker, Neuntöter, Heidelerche, Sperbergrasmücke sowie Ortolan, Brachpieper, Braunkehlchen, Schwarzkehlchen, Steinschmätzer, Gebirgsstelze, Wiedehopf, Rotmilan, Schwarzmilan und Wespenbussard. In den Wäldern kommen auch Schwarz- und Mittelspecht vor, die vermoorten Bereiche in der Niederung der Gloine sind Lebensraum für den Kranich. Zeitweise konnte das Tüpfelsumpfhuhn im Gebiet nachgewiesen werden. Ein noch in den 1990er-Jahren nachgewiesenes Birkhuhnvorkommen gilt mittlerweile als erloschen. Auch das Vorkommen des Brachpiepers ist möglicherweise erloschen.
Im Gebiet sind verschiedene Fledermausarten heimisch. So kommen hier Mopsfledermaus, Braunes Langohr, Breitflügelfledermaus, Graues Langohr, Großer Abendsegler, Kleiner Abendsegler, Wasserfledermaus und Zwergfledermaus vor. In der Altengrabower Heide ist ein Wolfsrudel heimisch. Es galt als das erste stabile Vorkommen eines Wolfsrudels in Sachsen-Anhalt. Auch Wildkatze und Luchs kommen im Gebiet vor. Die Offenlandbereiche sind Lebensraum verschiedener Heuschrecken, darunter auch die in Deutschland nur noch sehr selten vorkommende Heideschrecke.
Im Bereich der Gloine wurden Biber und Fischotter nachgewiesen. Weiterhin sind im Gebiet Kammmolch, Knoblauchkröte, Kreuzkröte, Zauneidechse und Schlingnatter heimisch.
Die alten Eichen beherbergen Vorkommen von Hirschkäfer und Eremit.